# راجوفارن
راجوفارن هو ممثل هندي، ولد في 11 ديسمبر 1948 بكيرلا في الهند، وتوفي في 19 مارس 2008 بتشيناي في الهند.

## وصلات خارجية
- راجوفارن على موقع IMDb (الإنجليزية)
- راجوفارن على موقع قاعدة بيانات الفيلم (الإنجليزية)